# Pemoasca brunneipunctata
Pemoasca brunneipunctata är en insektsart som beskrevs av Mahmood 1967. Pemoasca brunneipunctata ingår i släktet Pemoasca och familjen dvärgstritar.
Artens utbredningsområde är Filippinerna. Inga underarter finns listade i Catalogue of Life.